# Lachapelle, Tarn-et-Garonne

Lachapelle este o comună în departamentul Tarn-et-Garonne din sudul Franței. În 2009 avea o populație de 120 de locuitori.

## Evoluția populației
| An        | 1975 | 1982 | 1990 | 1999 | 2006 | 2009 |
| --------- | ---- | ---- | ---- | ---- | ---- | ---- |
| Populație | 174  | 133  | 117  | 118  | 110  | 120  |